# Contax

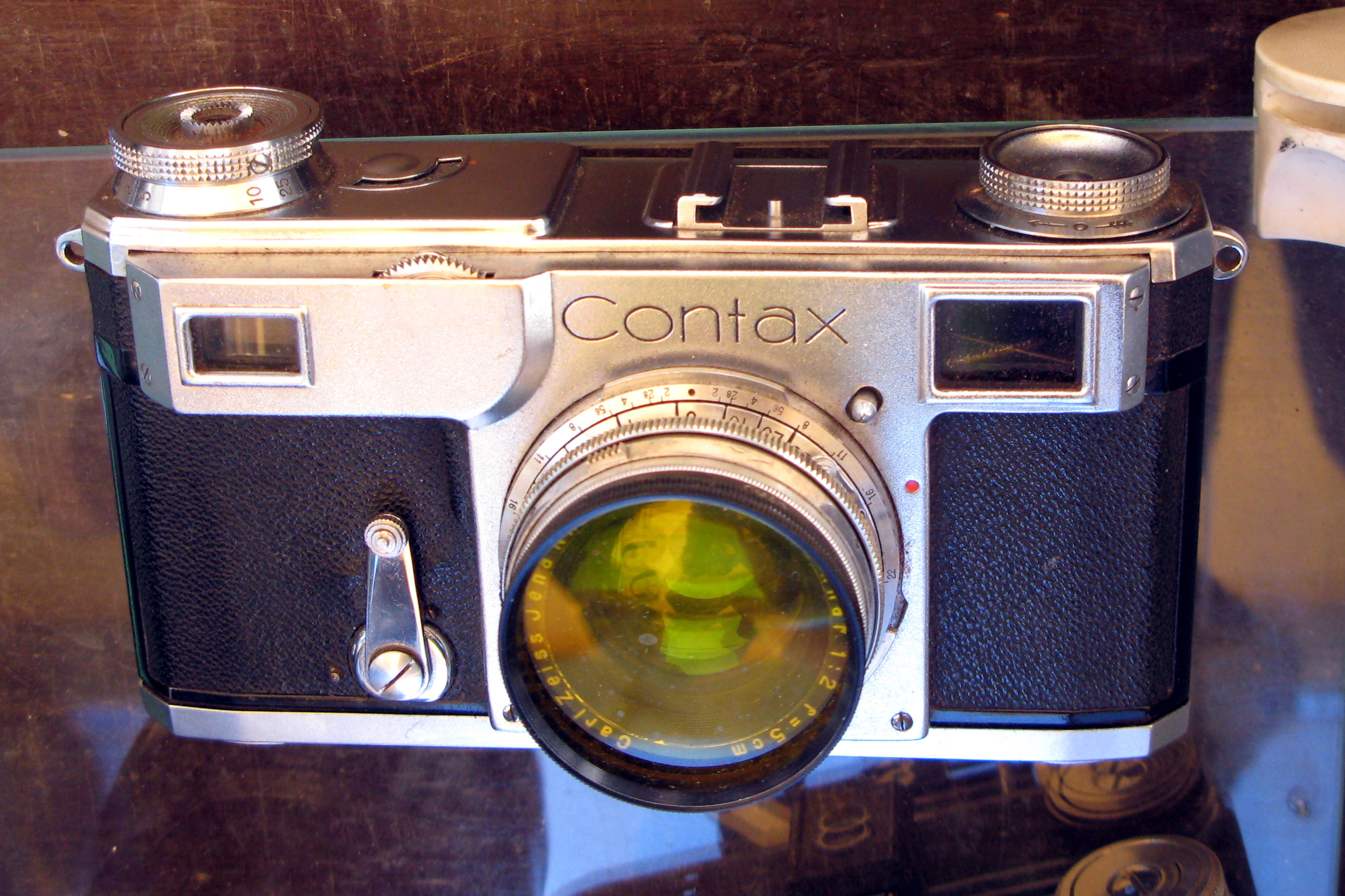
Máy ảnh Contax II, 1936

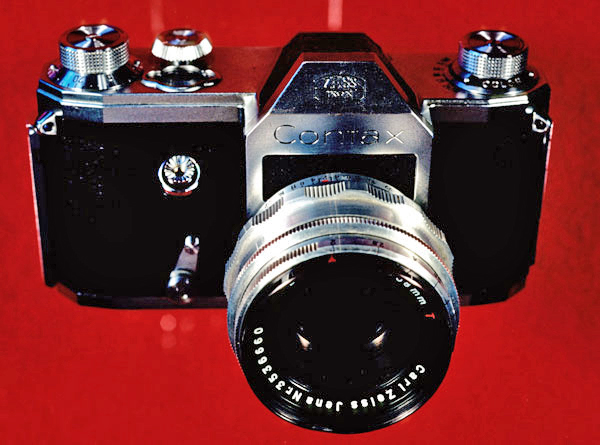
Máy ảnh Contax S, 1949

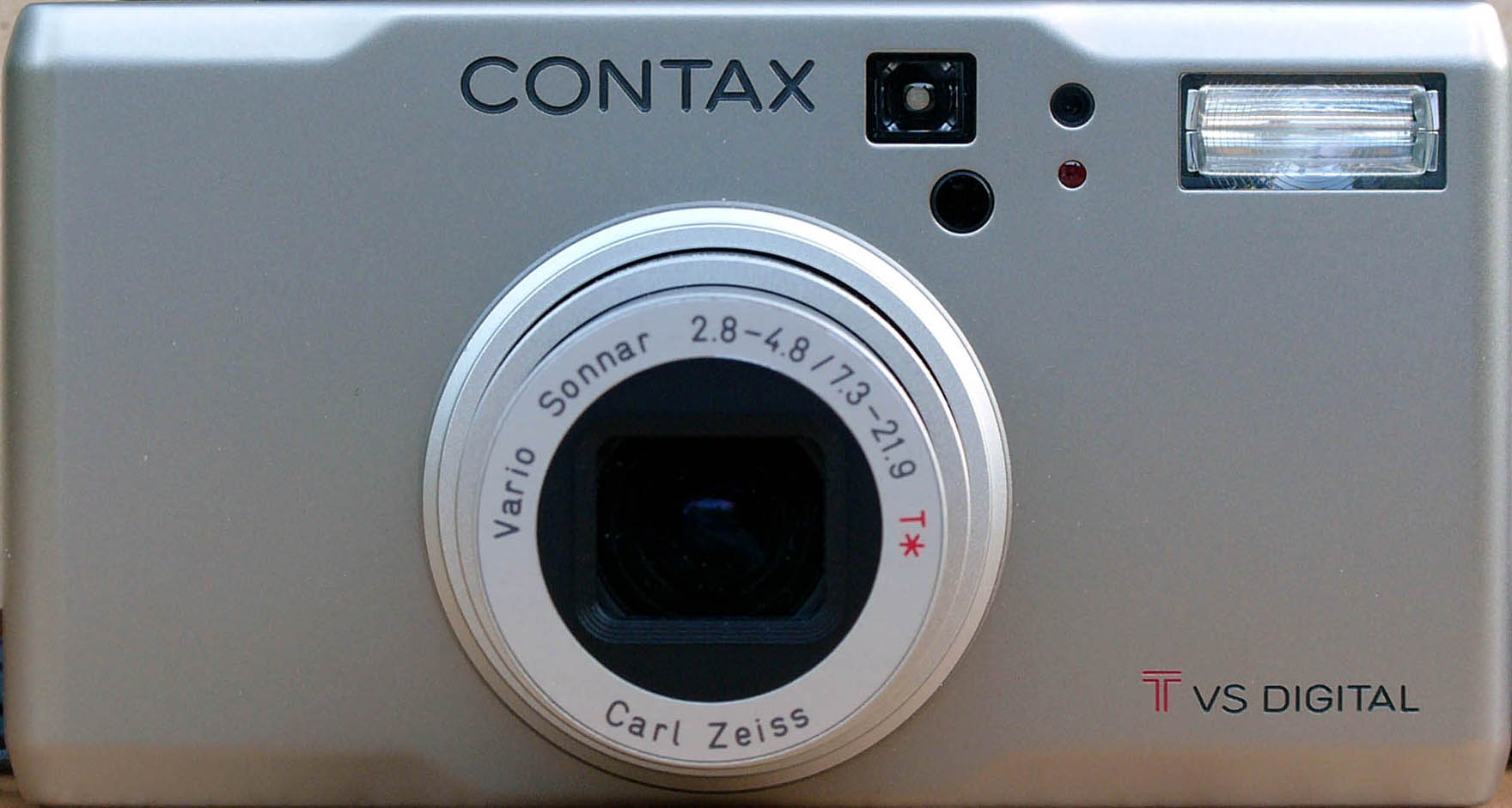
Máy ảnh cận hiện đại Contax TVS với ống kính Zeiss Vario-Sonnar 2.8–4.8

Contax (còn được viết là CONTAX vào thời kỳ Kyocera) là hãng máy ảnh được ra mắt lần đầu dưới tên Zeiss Ikon vào năm 1932. Những sản phẩm của Contax thường được coi là những máy ảnh tốt nhất nhờ công nghệ thấu kính từ hãng Zeiss. Các sản phẩm làm nên tên tuổi của hãng bao gồm máy ảnh phim 35mm, máy medium format và một số sản phẩm kỹ thuật số được thiết kế và gia công bởi hãng Kyocera từ Nhật Bản, ngoài ra có thể kể tới một số thiết thấu kính đặc biệt hợp tác cùng Zeiss. Năm 2005, trong giai đoạn thoái trào của ảnh phim, Kyocera chấm dứt hợp đồng sản xuất máy ảnh cho Contax. Toàn bộ giấy phép sản xuất máy ảnh Contax ngày nay thuộc về hãng Carl Zeiss AG, tuy nhiên do bản thân hãng này không có ý định phát triển thương hiệu này nữa, nên có thể coi hãng Contax đã chính thức dừng hoạt động.